# Capanne di Marcarolo
Capanne di Marcarolo is een plaats (frazione) in de Italiaanse gemeente Bosio.

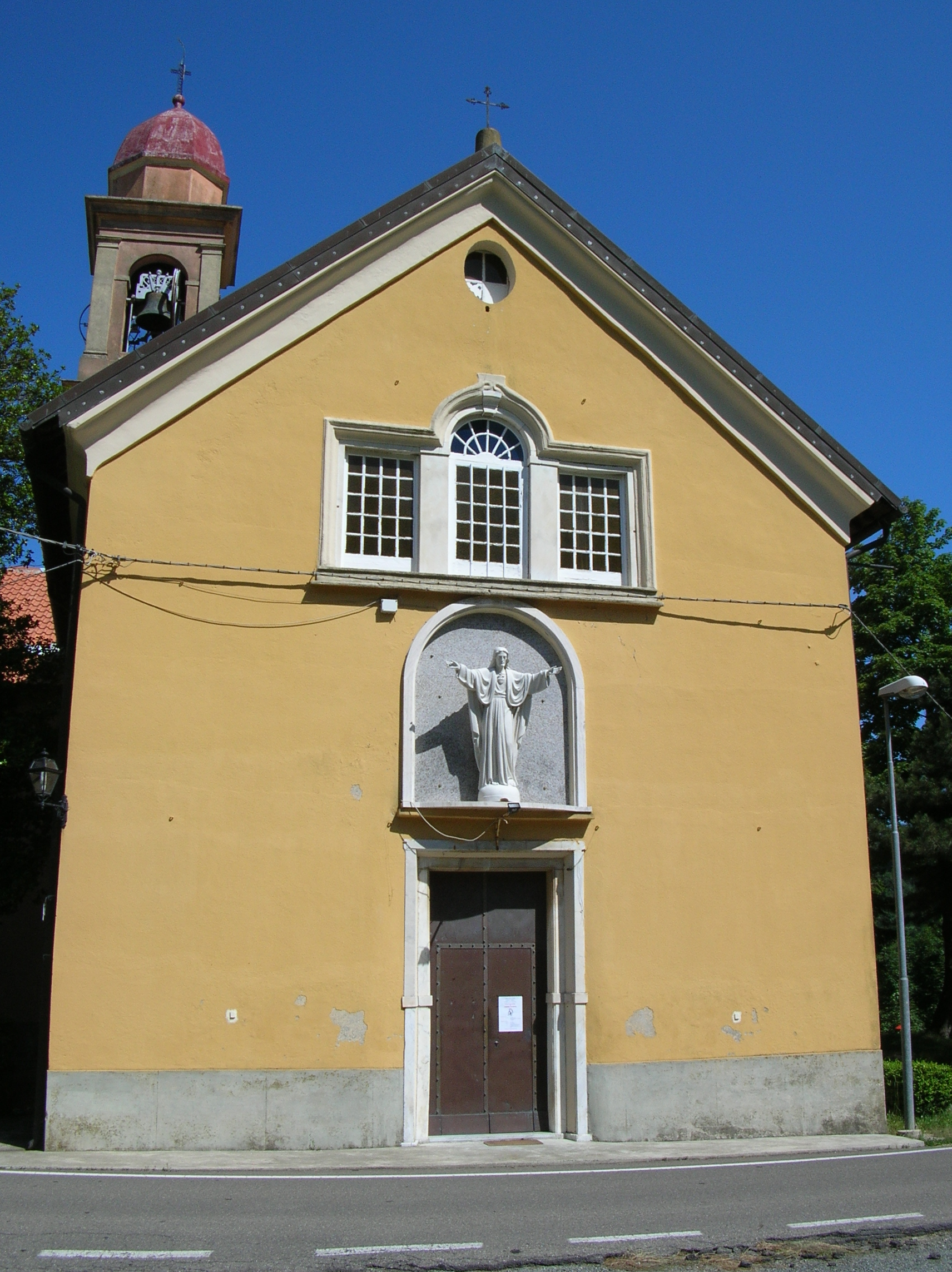
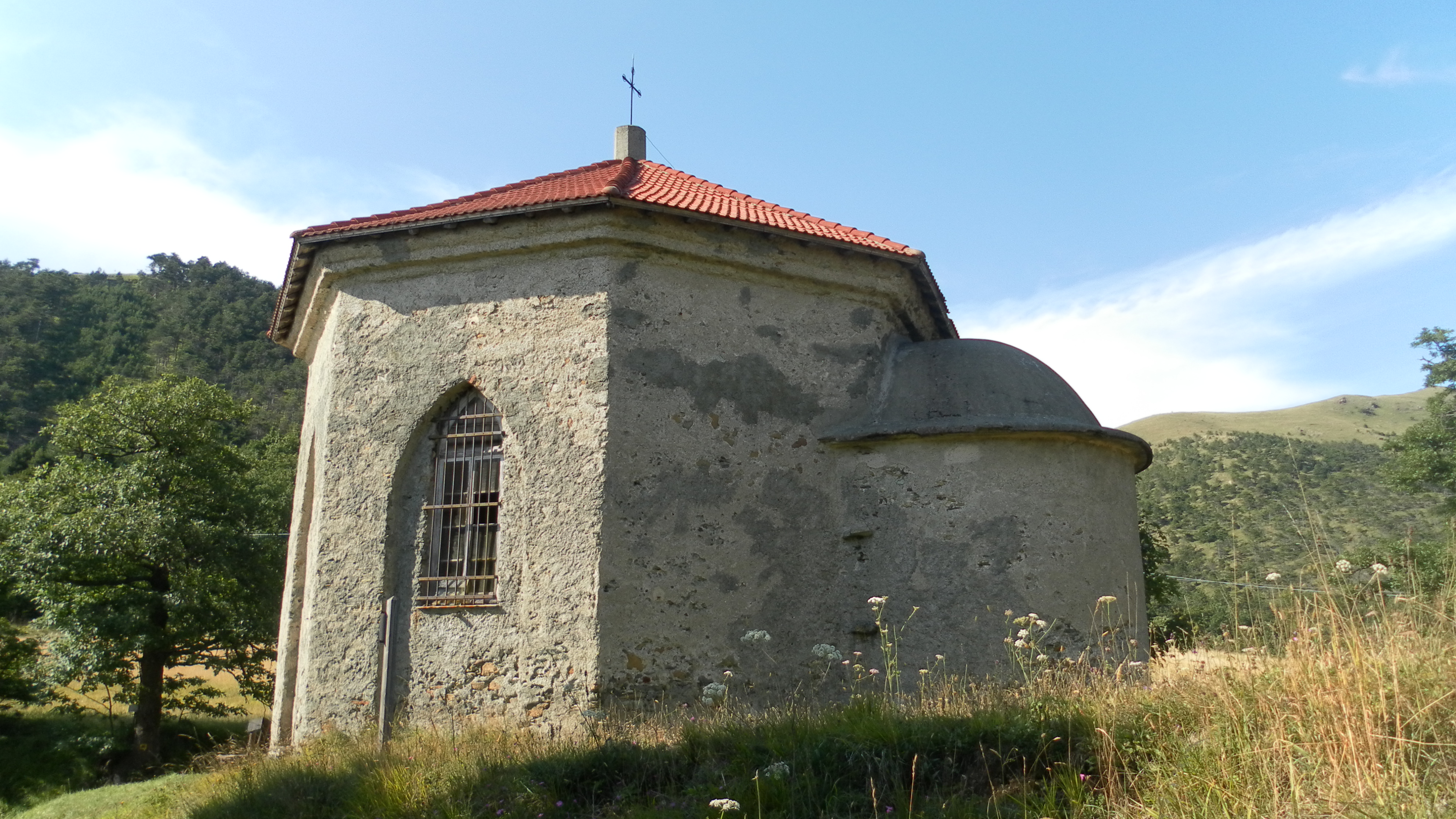
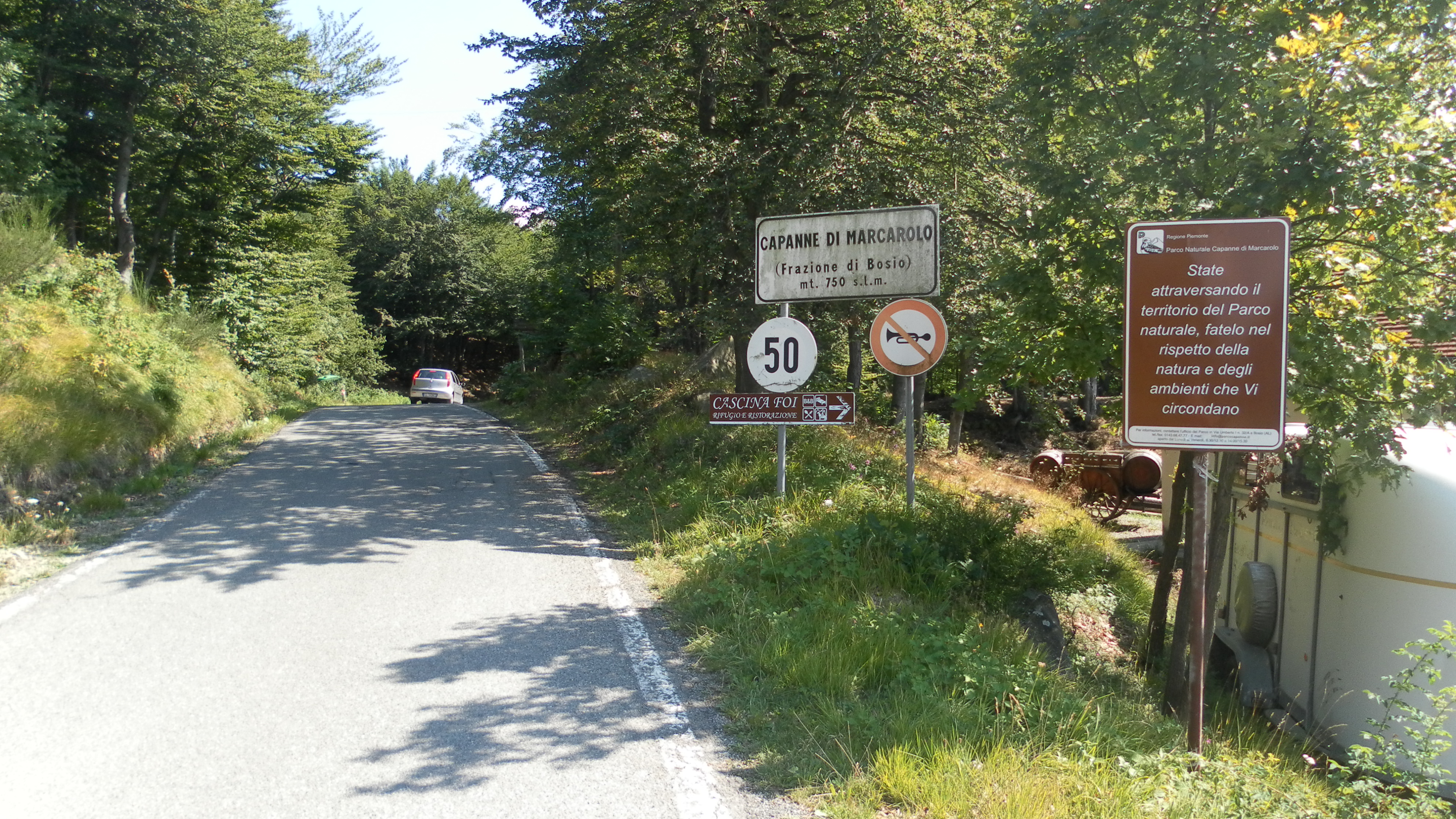